# Phaedriades
Fedriadele sunt uriașe stânci gemene ce străjuiesc drumul de la Arachova la Delfi. Numele lor înseamnă "strălucitoarele" – în apus flancurile stâncilor strălucesc roșu, reflectând razele soarelui. Ele formează "poarta estică" a sitului de la Delfi.